# مایکل شیک
مایکل شیک (انگلیسی: Michael Schick؛ زادهٔ ۲۹ فوریهٔ ۱۹۸۸) بازیکن فوتبال اهل آلمان است.
از باشگاه‌هایی که در آن بازی کرده‌است می‌توان به باشگاه فوتبال اس‌وی زاندهاوزن، باشگاه فوتبال آگسبورگ، و باشگاه فوتبال مونیخ ۱۸۶۰ اشاره کرد.